# Болдыревское сельское поселение (Воронежская область)
Болдыревское се́льское поселе́ние — муниципальное образование в Острогожском районе Воронежской области Российской Федерации.
Административный центр — село Болдыревка.

## География
Площадь поселения — 2999 га.
Все населённые пункты поселения расположены по правому и левому берегам реки Девица, протекающей через территорию поселения с северо-запада на юго-восток.
Все хутора, входящие в состав поселения, являлись ранее (до советского периода), либо небольшими владельческими усадьбами, либо — владельческими хуторами с населением по от 3 до 21 человека.

## История
Статус и границы сельского поселения установлены Законом Воронежской области от 2 декабря 2004 года № 88-ОЗ «Об установлении границ, наделении соответствующим статусом, определении административных центров муниципальных образований Грибановского, Каширского, Острогожского, Семилукского, Таловского, Хохольского районов и города Нововоронеж».
Болдыревское сельское поселение граничит с Мастюгинским, Урывским, Девицким и Солдатским сельскими поселениями Острогожского района Воронежской области, а также с Платавским сельским поселением Репьевского района Воронежской области.

## Население
| 2000 | 2005 | 2010 | 2012 | 2013 | 2014 | 2015 |
| ---- | ---- | ---- | ---- | ---- | ---- | ---- |
| 822  | ↘711 | ↗725 | ↘714 | ↘705 | ↘670 | ↘650 |
| 2016 | 2017 | 2018 |      |      |      |      |
| ↘642 | ↘622 | ↘613 |      |      |      |      |

## Состав сельского поселения
| № | Населённый пункт | Тип населённого пункта       | Население |
| - | ---------------- | ---------------------------- | --------- |
| 1 | Болдыревка       | село, административный центр | ↗496      |
| 2 | Десятки          | хутор                        | ↘15       |
| 3 | Дубовой          | хутор                        | ↗156      |
| 4 | Родники          | хутор                        | ↘8        |
| 5 | Яблочный         | хутор                        | ↗50       |

### Упразднённые населённые пункты
Ранее в состав поселения входил хутор Труфанов.